# Boston Celtics 2009-2010
La stagione 2009-10 dei Boston Celtics fu la 64ª nella NBA per la franchigia.
I Boston Celtics vinsero la Atlantic Division della Eastern Conference con un record di 50-32. Nei play-off vinsero il primo turno con i Miami Heat (4-1), la semifinale di conference con i Cleveland Cavaliers (4-2), la finale di conference con gli Orlando Magic (4-2), perdendo poi la finale NBA con i Los Angeles Lakers (4-3).

## Eastern Conference
| Squadra            | V  | P  | %    | GB |
| ------------------ | -- | -- | ---- | -- |
| Boston Celtics     | 50 | 32 | 61   | -  |
| Toronto Raptors    | 40 | 42 | 48,8 | 10 |
| N.Y. Knicks        | 29 | 53 | 35,4 | 21 |
| Philadelphia 76ers | 27 | 55 | 32,9 | 23 |
| N.J. Nets          | 12 | 70 | 14,6 | 38 |

## Roster
| \| Pos. \| Num. \| Naz. \| Nome \| Altezza \| Peso \| Data nascita \| Provenienza \| \| ---- \| ---- \| ---- \| ----------------- \| ------- \| ------ \| ------------ \| ---------------------------------- \| \| G \| 20 \| \| Allen, Ray \| 196 cm \| 93 kg \| 20-07-1975 \| Connecticut \| \| G \| 42 \| \| Allen, Tony \| 193 cm \| 97 kg \| 11-01-1982 \| Oklahoma State \| \| G/AP \| 7 \| \| Daniels, Marquis \| 198 cm \| 91 kg \| 07-01-1981 \| Auburn \| \| A \| 11 \| \| Davis, Glen \| 206 cm \| 131 kg \| 01-01-1986 \| LSU \| \| G/AP \| 40 \| \| Finley, Michael \| 201 cm \| 98 kg \| 06-03-1973 \| Wisconsin \| \| A \| \| \| Gaffney, Tony \| 206 cm \| 102 kg \| 14-11-1984 \| Massachusetts \| \| A \| 5 \| \| Garnett, Kevin \| 211 cm \| 100 kg \| 19-05-1976 \| Farragut Career Academy (Illinois) \| \| G \| 4 \| \| Giddens, J.R. \| 196 cm \| 98 kg \| 13-02-1985 \| New Mexico Lobos \| \| G \| 50 \| \| House, Eddie \| 185 cm \| 82 kg \| 14-03-1978 \| Arizona \| \| G \| 26 \| \| Hudson, Lester \| 191 cm \| 86 kg \| 07-08-1984 \| UTM Skyhawks \| \| G \| 0 \| \| Lafayette, Oliver \| 188 cm \| 86 kg \| 06-05-1984 \| Houston \| \| A \| 12 \| \| Landry, Marcus \| 201 cm \| 104 kg \| 01-11-1985 \| Wisconsin Badgers \| \| C \| 43 \| \| Perkins, Kendrick \| 208 cm \| 127 kg \| 10-11-1984 \| Ozen High School (Texas) \| \| A \| 34 \| \| Pierce, Paul \| 198 cm \| 104 kg \| 13-10-1977 \| Kansas \| \| G \| 4 \| \| Robinson, Nate \| 175 cm \| 82 kg \| 31-05-1984 \| Washington \| \| G \| 9 \| \| Rondo, Rajon \| 185 cm \| 78 kg \| 22-02-1986 \| Kentucky \| \| A \| 44 \| \| Scalabrine, Brian \| 206 cm \| 109 kg \| 18-03-1978 \| Southern California \| \| A \| 12 \| \| Walker, Henry \| 198 cm \| 100 kg \| 09-10-1987 \| Kennesaw State \| \| A/C \| 30 \| \| Wallace, Rasheed \| 208 cm \| 102 kg \| 17-09-1974 \| North Carolina \| \| A \| 13 \| \| Williams, Shelden \| 206 cm \| 113 kg \| 21-10-1983 \| Duke \| | Allenatore - Doc Rivers Assistente/i - Armond Hill (Vice-allenatore) - Kevin Eastman (Vice-allenatore) - Clifford Ray (Vice-allenatore) - Tom Thibodeau (Vice-allenatore) - Mike Longabardi (Vice-allenatore) - Bryan Doo (Preparatore fisico) - Ed Lacerte (Preparatore atletico) Legenda - (C) Capitano - (FA) Free agent - (S) Sospeso - (TW) Contratto Two-way - (GL) Assegnato a squadra G League affiliata - Infortunato Roster • Transazioni · Ultima transazione: 30 giugno 2010 |                        |                   |         |        |              |                                    |
| Pos. | Num. | Naz.                   | Nome              | Altezza | Peso   | Data nascita | Provenienza                        |
| G | 20 | Stati Uniti (bandiera) | Allen, Ray        | 196 cm  | 93 kg  | 20-07-1975   | Connecticut                        |
| G | 42 | Stati Uniti (bandiera) | Allen, Tony       | 193 cm  | 97 kg  | 11-01-1982   | Oklahoma State                     |
| G/AP | 7 | Stati Uniti (bandiera) | Daniels, Marquis  | 198 cm  | 91 kg  | 07-01-1981   | Auburn                             |
| A | 11 | Stati Uniti (bandiera) | Davis, Glen       | 206 cm  | 131 kg | 01-01-1986   | LSU                                |
| G/AP | 40 | Stati Uniti (bandiera) | Finley, Michael   | 201 cm  | 98 kg  | 06-03-1973   | Wisconsin                          |
| A | | Stati Uniti (bandiera) | Gaffney, Tony     | 206 cm  | 102 kg | 14-11-1984   | Massachusetts                      |
| A | 5 | Stati Uniti (bandiera) | Garnett, Kevin    | 211 cm  | 100 kg | 19-05-1976   | Farragut Career Academy (Illinois) |
| G | 4 | Stati Uniti (bandiera) | Giddens, J.R.     | 196 cm  | 98 kg  | 13-02-1985   | New Mexico Lobos                   |
| G | 50 | Stati Uniti (bandiera) | House, Eddie      | 185 cm  | 82 kg  | 14-03-1978   | Arizona                            |
| G | 26 | Stati Uniti (bandiera) | Hudson, Lester    | 191 cm  | 86 kg  | 07-08-1984   | UTM Skyhawks                       |
| G | 0 | Stati Uniti (bandiera) | Lafayette, Oliver | 188 cm  | 86 kg  | 06-05-1984   | Houston                            |
| A | 12 | Stati Uniti (bandiera) | Landry, Marcus    | 201 cm  | 104 kg | 01-11-1985   | Wisconsin Badgers                  |
| C | 43 | Stati Uniti (bandiera) | Perkins, Kendrick | 208 cm  | 127 kg | 10-11-1984   | Ozen High School (Texas)           |
| A | 34 | Stati Uniti (bandiera) | Pierce, Paul      | 198 cm  | 104 kg | 13-10-1977   | Kansas                             |
| G | 4 | Stati Uniti (bandiera) | Robinson, Nate    | 175 cm  | 82 kg  | 31-05-1984   | Washington                         |
| G | 9 | Stati Uniti (bandiera) | Rondo, Rajon      | 185 cm  | 78 kg  | 22-02-1986   | Kentucky                           |
| A | 44 | Stati Uniti (bandiera) | Scalabrine, Brian | 206 cm  | 109 kg | 18-03-1978   | Southern California                |
| A | 12 | Stati Uniti (bandiera) | Walker, Henry     | 198 cm  | 100 kg | 09-10-1987   | Kennesaw State                     |
| A/C | 30 | Stati Uniti (bandiera) | Wallace, Rasheed  | 208 cm  | 102 kg | 17-09-1974   | North Carolina                     |
| A | 13 | Stati Uniti (bandiera) | Williams, Shelden | 206 cm  | 113 kg | 21-10-1983   | Duke                               |